# Bander van Ierland
Bander van Ierland (Rijswijk, 1959) is een Nederlands beeldend kunstenaar.

## Levensloop
Bander van Ierland was het zesde kind van Jan van Ierland en Jopie Meijering. Jan van Ierland was een natuurkundige, en Jopie Meijering juriste. Na twee jaar middelbare schoolopleiding aan het Haags Montessori Lyceum bezocht hij de Hazelhorst in Delft, een vooropleiding voor de Academie.
Vervolgens studeerde Bander aan de Vrije Academie (Den Haag) van 1976 tot 1981, met een onderbreking van anderhalf jaar op de Byam Shaw School of Art in Londen en rondde zijn opleiding af op de Gerrit Rietveld Academie in Amsterdam op de afdeling monumentale vormgeving. In 1980 ontmoette Bander Joost Baljeu, werd zijn leerling en maakte kennis met het constructivisme (kunst) en de werken van Piet Mondriaan en Theo van Doesburg. Hij raakte geboeid door architectonische kunsttoepassingen en utopische modellen. Samen met Joost Baljeu bediscussieerden en praktiseerden zij de vierde dimensie. In 1981 vervaardigde hij een performance-installatie in de tuin van het Gemeentemuseum Den Haag, (nu Kunstmuseum Den Haag). Met Alfred Eikelenboom en Martin Sjardijn vormden ze in 1995 een Driemanschap (Triumviraat). 
Bander richtte in 1997 samen met Martin Sjardijn onder het directeurschap van Bob Bonies een digitale werkplaats op de Vrije Academie (den Haag).

## Werkwijze
Al het werk van Bander is digitaal van aard en gebaseerd op vierde-, vijfde- en N-dimensies. Zijn werk wordt door programmeurs uitgevoerd,
op basis van schetsen in 2 dimensies en uitgevoerd in 3 dimensies. Het zijn architectonische objecten vanuit een utopische visie. Het resultaat wordt getoond in prints, 
3D prints en hologrammen. Zijn oeuvre bevat in 2022 800 werken.

## Exposities
- Haags Centrum voor Actuele Kunst, Den Haag 1979-1983
- Kunstmuseum Den Haag, 1981
- World Wide Video Festival 1986
- Pulchri Studio, Den Haag 2005,2011,2015,2019
- Haagse Kunstkring, Den Haag 1996, 2004, 2016
- Galerie Bos Fine Art, 2019, 2020, 2021, 2022
- Moon Gallery, Noordwijk 2019